# Список министров внутренних дел по Республике Башкортостан
Список министров внутренних дел по Республике Башкортостан содержит названия органов исполнительной власти, курировавших реализацию государственной политики в сфере внутренних дел в Башкортостане, имена людей, возглавлявших эти органы власти, названия занимаемой ими должности в РСФСР (до 1924), СССР (1924—1991) и современной Российской Федерации (с 1992), годы руководства.
- Тухватуллин Фатих (Фатых) Насырович (19 февраля 1919 года — 12 июня 1920) — народный комиссар внутренних дел и национальностей БАССР

В мае 1920 года утверждено «Положение о НКВД БАССР».
- Лобов, Семён Семёнович (26 июня 1920 года — 8 сентября 1920 года) — нарком внутренних дел БАССР, одновременно уполномоченный ВЧК по Башкирской АССР, председатель Башкирской ЧК
- Каширин, Иван Дмитриевич (19 ноября 1920 года — февраль 1921 года) — нарком внутренних дел БАССР, одновременно с февраля 1920 по апрель 1921 председатель Башкирской ЧК.
- Пирожников, Алексей Виккулович (февраль — до 15 апреля 1921 года) — Нарком внутренних дел БАССР
- Адигамов, Абдулла Камалетдинович (15 апреля 1921 года — 21 июня 1921 года) — Нарком внутренних дел БАССР
- Гумеров, Ахмед-Ясавий Адигамович (ноябрь 1921 года — июль 1922 года) — Нарком внутренних дел БАССР
- Соколов, Николай Владимирович (25 июля 1922 года — август 1923 года) — Нарком внутренних дел БАССР
- Худайбердин, Шагит Ахметович (август 1923 года — 21 декабря 1924 года) — Нарком внутренних дел БАССР
- Султанов, Исмагил Хусаинович (апрелm 1925 года — 31 мая 1927 года) — Нарком внутренних дел БАССР
- Абдуллов, Шакир Гафиятович (23 июля 1927 года — апрель 1929 года) — Нарком внутренних дел БАССР
- Харрасов, Шайхий Фаткуллович (1 апреля 1929 года — 14 августа 1930 года) — Нарком внутренних дел БАССР
- Байрамгулов, Набиулла Габдулмананович (15 сентября — 28 декабря 1930 года) — Нарком внутренних дел БАССР
- Погребинский,  Матвей Самойлович (февраль 1930 года — июль 1933 года) — Нарком внутренних дел БАССР (полномочный представитель ОГПУ по Башкирии)

Приказом НКВД № 71 от 16 февраля 1937 г. УНКВД было преобразовано в Наркомат.
При разделении органов внутренних дел и госбезопасности из состава НКВД-МВД формировались:
- НКГБ Башкирской АССР (1941 г.)
- НКГБ — МГБ Башкирской АССР (1943—1953 г.)
- КГБ при СМ Башкирской АССР (с 1954 г.)
- Зеликман,  Наум Петрович (15 июля 1934 — 23 января 1937 г.) — Начальник Управления НКВД по БАССР;
- Лупекин (Новиков) Герман Антонович (23 января — 1 апреля 1937 г.) — Начальник Управления НКВД по БАССР;
- Бак, Соломон Аркадьевич (1 апреля — 1 октября 1937 г.) — Начальник Управления НКВД по БАССР;
- Медведев, Александр Александрович (1 октября 1937 — 17 января 1939 г.) — Нарком внутренних дел БАССР;
- Соколов, Алексей Григорьевич (17 января 1939 — 26 февраля 1941 г.) — Нарком внутренних дел БАССР ;
- Кудряков, Иван Никитович (26 февраля — 31 июля 1941 г.) — Нарком внутренних дел БАССР ;
- Соколов, Алексей Григорьевич (31 июля 1941 — 7 мая 1943 г.) — Нарком внутренних дел БАССР ;
- Бабенко, Дмитрий Иванович (7 мая 1943 — 31 мая 1949 г.) — Нарком внутренних дел БАССР
- Фирсанов, Кондратий Филиппович (31 мая 1949 — 10 февраля 1954 г.) — Министр внутренних дел БАССР;
- Матвиевский, Павел Петрович (15 февраля — 27 марта 1954 г.) — Министр внутренних дел БАССР;
- Кожин, Иван Акимович (22 марта 1954 — 29 января 1962 г.) — Министр внутренних дел БАССР;
- Рыленко, Владимир Данилович (29 января 1962 — 21 июля 1987 г.) — Министр внутренних дел БАССР;
- Семилетов, Фёдор Фёдорович (август 1987 — январь 1990 г.) — Министр внутренних дел БАССР;
- Хасанов, Анас Габбасович (февраль 1990 — декабрь 1991 г.) — Министр внутренних дел БАССР; затем Министр внутренних дел БССР, по 21 марта 1995 года — Министр внутренних дел Республики Башкортостан
- Файрузов, Рауль Закирьянович (апрель 1995 года — 10 февраля 1996 года) — Министр внутренних дел Республики Башкортостан
- Диваев, Рафаил Узбекович (февраль 1996 года — 20 октября 2008 года) — Министр внутренних дел Республики Башкортостан
- Ахметханов, Артур Фарвазович — исполняющий обязанности
- Алёшин, Игорь Викторович (1 декабря 2008 года — 11 июня 2011 года) — Министр внутренних дел Республики Башкортостан
- Закомалдин, Михаил Иванович (26 июля 2011 года — 31 октября 2016 года) — Министр внутренних дел по Республике Башкортостан
- Михайлов, Виктор Николаевич (ноябрь 2016 — апрель 2017) — врио министра внутренних дел по Республике Башкортостан
- Деев, Роман Викторович (с 1 мая 2017 года — декабрь 2018[1]) — Министр внутренних дел по Республике Башкортостан
- Алексадр Прядко (с 6 марта 2019[2]) — Министр внутренних дел по Республике Башкортостан